# Milford Center
Milford Center is een plaats (village) in de Amerikaanse staat Ohio, en valt bestuurlijk gezien onder Union County.

## Demografie
Bij de volkstelling in 2000 werd het aantal inwoners vastgesteld op 626.
In 2006 is het aantal inwoners door het United States Census Bureau geschat op 690, een stijging van 64 (10,2%).

## Geografie
Volgens het United States Census Bureau beslaat de plaats een oppervlakte van
0,9 km², geheel bestaande uit land. Milford Center ligt op ongeveer 303 m boven zeeniveau.

## Plaatsen in de nabije omgeving
De onderstaande figuur toont nabijgelegen plaatsen in een straal van 16 km rond Milford Center.